# Paradesis bomolina
Paradesis bomolina är en tvåvingeart som först beskrevs av Speiser 1924.  Paradesis bomolina ingår i släktet Paradesis och familjen borrflugor.
Artens utbredningsområde är Tanzania. Inga underarter finns listade i Catalogue of Life.